# Isa Arsabiev
Isa Rouslanovitch Arsabiev (en russe : Иса Русланович Арсабиев) est un joueur russe de volley-ball né le 8 juillet 1989. Il mesure 2,07 m et joue central.

## Clubs
| Club         | De        | À   |
| ------------ | --------- | --- |
| Prikame Perm | 2012-2013 | ... |

## Palmarès
Néant.